# Xã Goewey, Quận Osceola, Iowa
Xã Goewey (tiếng Anh: Goewey Township) là một xã thuộc quận Osceola, tiểu bang Iowa, Hoa Kỳ. Năm 2010, dân số của xã này là 205 người.